# Hydrovatus cruentatus
Hydrovatus cruentatus is een keversoort uit de familie waterroofkevers (Dytiscidae). De wetenschappelijke naam van de soort is voor het eerst geldig gepubliceerd in 1883 door H.J.Kolbe.